# 青梅鉄道1号形電気機関車
青梅鉄道1号形電気機関車（おうめてつどう1ごうがたでんききかんしゃ）は、青梅鉄道（後に青梅電気鉄道に改称。現在の東日本旅客鉄道（JR東日本）青梅線の一部）が1926年（大正15年）から1929年（昭和4年）にかけて新製した直流用電気機関車である。
保有事業者である青梅鉄道の国有化に伴って本形式も国鉄（当時の鉄道省）籍へ編入され、後年一部がED36形の国鉄形式を付与されたのち、全車が西武鉄道へ払い下げられて同社E41形として就役、1987年（昭和62年）まで在籍した。

## 概要
青梅鉄道が1926年（大正15年）10月、1927年（昭和2年）11月、1929年（昭和4年）10月の三度にわたって、イギリスのイングリッシュ・エレクトリック社へ発注・輸入した4両の電気機関車で、鉄道省ED51形など同じ「デッカー」の一族である。1926年製の1両が1号形1、1927年製以降の3両が2号形2 - 4とされたが、公称自重が1号形が37.0t、2号形が40.6tと異なったため形式が分かれたもので、製造年次によって細部が異なるものの、実質的に同形である。
前後にデッキを備えた箱形車体で、正面窓に対して乗務員室扉が向かって左側にオフセットされた配置が独特である。デッキは鉄道省ED51形と同様、台車が車体前後へ張り出したその上に設置されている。
機器室は中央廊下式で、IIサイド側に抵抗器を、反対側に制御器・空気圧縮機、電動発電機を配置した関係上、左右非対称になっており、これも本形式の特徴である。この設計は鉄道省ED51形と基本的に同様で、これを私鉄向けにダウンサイジングした本形式の素性を物語っている。私鉄向けの同系機も多く、秩父鉄道デキ1形6・7（1926年製）、総武鉄道（2代。現在の東武野田線）のデキ1形1 - 3（1928年製。後の東武鉄道ED3000形3001 - 3003）、伊勢電気鉄道の511形511・512（1928年製。後の近畿日本鉄道デ11形11・12）、東武鉄道のED10形101（1929年製。後の東武鉄道→近江鉄道ED4000形4001）といったところがあげられる。
主電動機は、出力97kWのDK-127であったが、架線電圧の昇圧にともなって127kWに改められた。台車は固定揺れ枕板台枠式の2軸ボギー台車である。
集電装置は菱形パンタグラフを採用し、1は1基のみの装備で落成したが、2以降は2基装備で落成している。1も後に2基装備に改められたが、1944年2月に予備部品確保のため、1基装備への変更届が提出されている（実際はそれ以前から1基が撤去されていた）。これにともなって、パンタグラフの装備位置は車体中央部に移されている。

## 運用
導入後、時期は不明であるが青梅電気鉄道時代に同系の南武鉄道（現在の南武線）と貨物の一貫輸送を行うこととなり、南武鉄道が保有する電気機関車1001形（後の国鉄ED34形）に続いて1010形1011 - 1014に改番された。
第二次世界大戦中の1944年（昭和19年）に青梅電気鉄道が鉄道省（のちの日本国有鉄道）に戦時買収されることになり、本形式も国鉄籍となった。買収後も私鉄時代の形式番号のまま、青梅線や南武線で使用されたが、1011が1948年（昭和23年）11月に、1012が同年5月に廃車され、西武鉄道へ譲渡された。残った1013・1014は、1952年（昭和27年）に他の私鉄買収電気機関車とともにED36形 1・2に改称され、また主電動機をMT10（端子電圧750V時定格出力100kW）へ換装されたのち、1960年（昭和35年）2月に廃車され、同2両も西武鉄道へ譲渡された。
パンタグラフについては国鉄籍編入後も度々改造が実施され、1011はPS13、1012はオリジナルの大型パンタグラフを装備して西武鉄道に移ったと思われるが、1013・1014は装備改造によりPS14に換装された。さらに1957年（昭和32年）、ED36 1はPS13へ換装されるとともに2基搭載仕様に改造され、ED36 2はPS14装備のまま2基搭載仕様に改められた。

## 西武鉄道への譲渡後

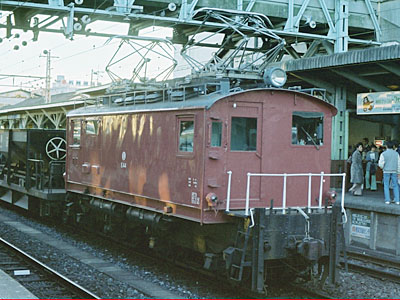
西武E41形E44
（所沢 1982年2月）

西武鉄道へは、前述のように2回に分かれて譲渡され、まずは1949年（昭和24年）4月に1012が、1950年（昭和25年）8月に1011が入線し、41形（旧番号順に41・42）と改称・改番。次いで1960年9月には国鉄でED36 1・2を名乗っていた2両も西武鉄道入りし、41形43・44に編入されて同形式の4両が揃う形となった。後の入線の2両は、ED36形であった時代に西武鉄道が2両を借り入れ、自社線内で使用していたものがそのまま譲渡される形となった。1961年（昭和36年）12月にE41形E41 - E44と改称・改番された。
なお、E43・E44は、国鉄時代に乗務員室扉の左側にも小窓を開けており、これのないE41・E42とは形態が異なっていた。またパンタグラフについては、導入に際して一旦全車とも1基搭載仕様に改められたのち、E43・E44は1969年頃に再び2基装備に戻った。一方で、E41・E42は廃車まで1基装備のままだった。
晩年は、パンタグラフがPS16に換装されていた。
本形式は4機揃って池袋線を中心に使用されていたが、老朽化のため、E41が1976年（昭和51年）8月に、E42が1986年（昭和61年）12月に廃車され、いずれも解体処分された。その後E43は1987年（昭和62年）1月に、E44は同年6月に廃車され、西武鉄道E41形は形式消滅した。
E43・E44は、除籍後両機とも西武鉄道横瀬車両基地に保管されたが、E44は1990年（平成2年）4月にJR貨物へ譲渡され、新鶴見機関区で静態保存され、E43は現在も横瀬車両基地に保存され、イベント開催時に一般公開される。
一部の前照灯はJR東日本所属の蒸気機関車D51 498号機に転用された（「鉄道ファン」1993年2月号より）。